# 天宁镇
天宁镇，是中华人民共和国山西省吕梁市交城县下辖的一个乡镇级行政单位。2021年5月28日，将原岭底乡的岭底、石家庄、马庄、塔梭、竖石佛、窑底、山庄头、歇马头、寨上、前火山、后火山11个村委会划归天宁镇管辖。

## 行政区划
天宁镇下辖以下地区：
西街社区、南街社区、东街社区、东关社区、下关社区、北关社区、蒲渠河村、磁窑村、坡底村、田家山村、瓦窑村、梁家庄村、杜家庄村、东汾阳村、西汾阳村、阳渠村、奈林村、三角村和青村。